# Virkamäen letto-Kovasräme
Virkamäen letto-Kovasräme este o arie protejată (arie specială de conservare — SAC, sit de importanță comunitară — SCI) din Finlanda întinsă pe o suprafață de 33,8 ha, integral pe uscat.

## Localizare
Centrul sitului Virkamäen letto-Kovasräme este situat la coordonatele 63°21′47″N 25°51′32″E / 63.3631°N 25.8589°E.

## Înființare
Situl Virkamäen letto-Kovasräme a fost declarat sit de importanță comunitară în mai 2002 pentru a proteja 1 specie de plante. Situl a fost protejat și ca arie specială de conservare în aprilie 2015.

## Biodiversitate
Situată în ecoregiunea boreală, aria protejată conține 3 habitate naturale: Izvoare fino-scandinave și mlaștini produse de izvoare bogate în minerale, Mlaștini alcaline, Mlaștini împădurite.
La baza desemnării sitului se află o specie protejată de  plante: Meesia longiseta.
Pe lângă speciile protejate, pe teritoriul sitului au mai fost identificate 9 specii de plante, 1 specie de nevertebrate.